# ماتسوکورا شیگه‌ماسا

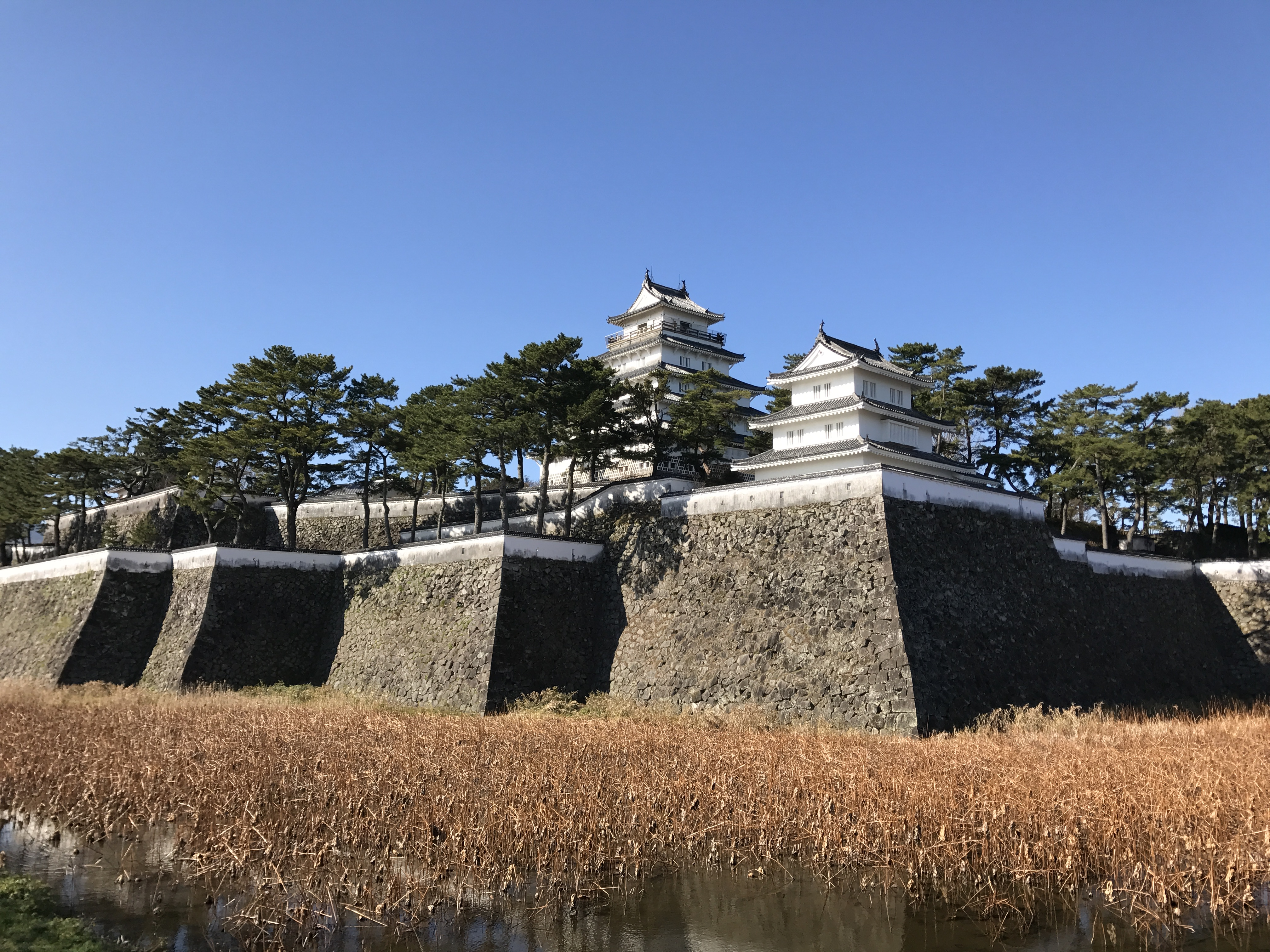
نمایی از قلعهٔ شیمابارا در قلمروی شیمابارا، کیوشو - ۲۰۱۷

ماتسوکورا شیگه‌ماسا (به ژاپنی: 松倉 重政 Matsukura Shigemasa) (۱۵۷۴ – ۱۹ دسامبر، ۱۶۳۰) یک دایمیو در اوایل دوره ادو در قلمروی شیمابارا در کیوشو بود. شورش شیمابارا در سال ۱۶۳۸ در همین ولایت اتفاق افتاد. پسر او ماتسوکورا کاتسوایه نام داشت.